# Thyreus elegans
Thyreus elegans är en biart som först beskrevs av Ferdinand Ferdinandovitj Morawitz 1878. Den ingår i släktet Thyreus och familjen långtungebin. Inga underarter finns listade i Catalogue of Life.

## Beskrivning
Arten har rödaktig till mörkt rödbrun grundfärg, men kroppen har till stor del partier täckta av lång och tämligen tät, vit päls, i synnerhet på mellankroppen. På bakkroppen har varje tergit ett brett, vitt band, vilket ger en tvärrandig effekt. Även sterniterna har flera vita fläckar. De korta benens utsidor, speciellt skenben och fötter, är också de täckta av vit päls. Vingarna är rökfärgade, särskilt de främre. Kroppslängden varierar mellan 8 och 11 mm.

## Utbredning
Utbredningsområdet omfattar södra Medelhavsområdet, östra Nordafrika samt västra till centrala Asien österut till Mongoliet. Utbredningen är kraftigt fragmenterad, och arten är sällsynt.

## Ekologi
Litet är känt om artens ekologi, IUCN klassificerar den under kunskapsbrist ("DD"), men det förmodas att den lever i buskage av medelhavstyp. Som alla arter i släktet är Thyreus elegans en boparasit, den lägger ägg i andra solitära bins äggceller, där larven lever av det insamlade matförrådet sedan värdägget eller -larven dödats. Det är dock okänt vilka värdarterna är.